# Futó Gyula
Futó Gyula, (1908. december 29. – 1977. október 2.) válogatott labdarúgó, jobbhátvéd.

## Pályafutása

### A válogatottban
1934 és 1937 között 7 alkalommal szerepelt a válogatottban. Tagja volt az 1934-es olaszországi világbajnokságon részt vevő csapatnak.

## Sikerei, díjai
- Magyar bajnokság
  - bajnok: 1932–33, 1934–35, 1938–39

## Statisztika

### Mérkőzései a válogatottban
| Magyarország | Magyarország         | Magyarország                     | Magyarország | Magyarország | Magyarország  | Magyarország    | Magyarország | Magyarország |
| #            | Dátum                | Helyszín                         | Hazai        | Eredmény     | Vendég        | Kiírás          | Gólok        | Esemény      |
| ------------ | -------------------- | -------------------------------- | ------------ | ------------ | ------------- | --------------- | ------------ | ------------ |
| 1.           | 1934. május 27.      | Nápoly (ITA)                     | Magyarország | 4 – 2        | Egyiptom      | vb-nyolcaddöntő | -            |              |
| 2.           | 1935. szeptember 22. | Budapest, Hungária körúti pálya  | Magyarország | 1 – 0        | Csehszlovákia | Európa-kupa     | -            |              |
| 3.           | 1936. április 5.     | Bécs, Hohe Warte                 | Ausztria     | 3 – 5        | Magyarország  | barátságos      | -            |              |
| 4.           | 1936. május 3.       | Budapest, Hungária körúti pálya  | Magyarország | 3 – 3        | Írország      | barátságos      | -            |              |
| 5.           | 1937. április 11.    | Bázel                            | Svájc        | 1 – 5        | Magyarország  | Európa-kupa     | -            |              |
| 6.           | 1937. április 25.    | Torino, Benito Mussolini Stadion | Olaszország  | 2 – 0        | Magyarország  | Európa-kupa     | -            |              |
| 7.           | 1937. szeptember 19. | Budapest, Hungária körúti pálya  | Magyarország | 8 – 3        | Csehszlovákia | barátságos      | -            |              |
|              | Összesen             |                                  |              | 7            | mérkőzés      |                 | 0            | gól          |